# Långaröds socken
Långaröds socken i Skåne ingick i Färs härad och området ingår sedan 1971 i Hörby kommun och motsvarar från 2016 Långaröds distrikt.
Socknens areal är 58,0 kvadratkilometer varav 57,91 land. År 2000 fanns här 628 invånare.  Tätorten Önneköp samt kyrkbyn Långaröd med sockenkyrkan Långaröds kyrka ligger i socknen. 

## Administrativ historik
Socknen har medeltida ursprung. 
Vid kommunreformen 1862 övergick socknens ansvar för de kyrkliga frågorna till Långaröds församling och för de borgerliga frågorna bildades Långaröds landskommun. Landskommunen utökades 1952 och uppgick 1969 i Hörby köping som 1971 ombildades till Hörby kommun. Församlingen uppgick 2006 i Västerstads församling som 2014 uppgick i Hörby församling.
1 januari 2016 inrättades distriktet Långaröd, med samma omfattning som församlingen hade 1999/2000.  
Socknen har tillhört län, fögderier, tingslag och domsagor enligt vad som beskrivs i artikeln Färs härad. De indelta soldaterna tillhörde Södra skånska infanteriregementet, Albo kompani och Skånska dragonregementet, Sallerups skvadron, Liv och överstelöjtnantens kompanier.

## Geografi
Långaröds socken ligger sydost om Hörby på Linderödsåsen. Socknen är en kuperad skogsbygd med inslag av odlingbygd och med höjder som i Fjällmossen i norr når 193 meter över havet.

## Fornlämningar
Från stenåldern är lösfynd och en ett par boplatser funna. 

## Namnet
Namnet skrevs på 1150-talet Langeryd och kommer från kyrkbyn. Efterleden innehåller ryd, 'röjning'. Förleden innehåller adjektivet lång.